# М'якохвіст рудолобий
М'якохві́ст рудолобий (Phacellodomus rufifrons) — вид горобцеподібних птахів родини горнерових (Furnariidae). Мешкає в Південній Америці.

## Опис

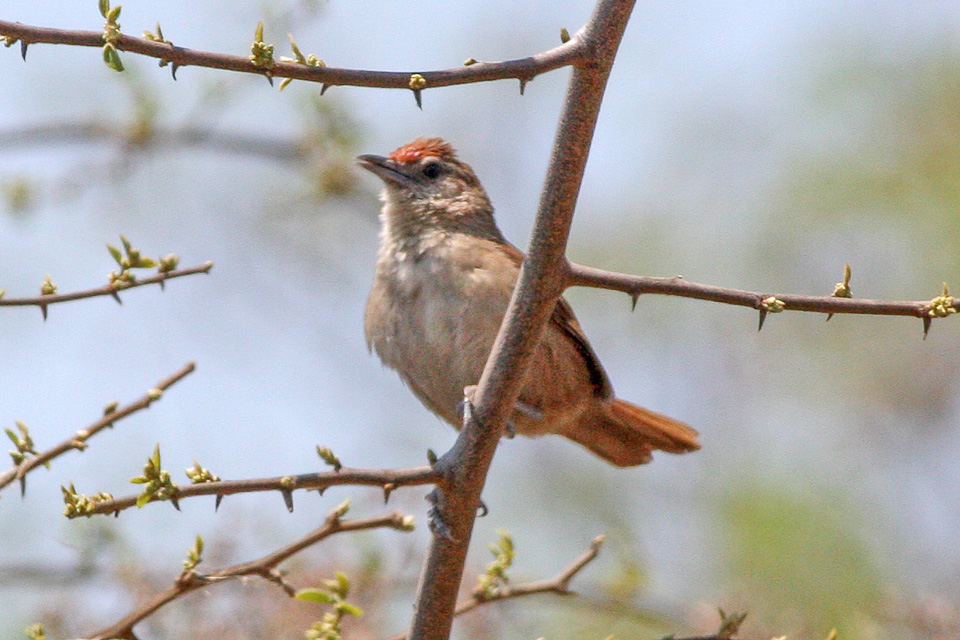
Рудолобий м'якохвіст

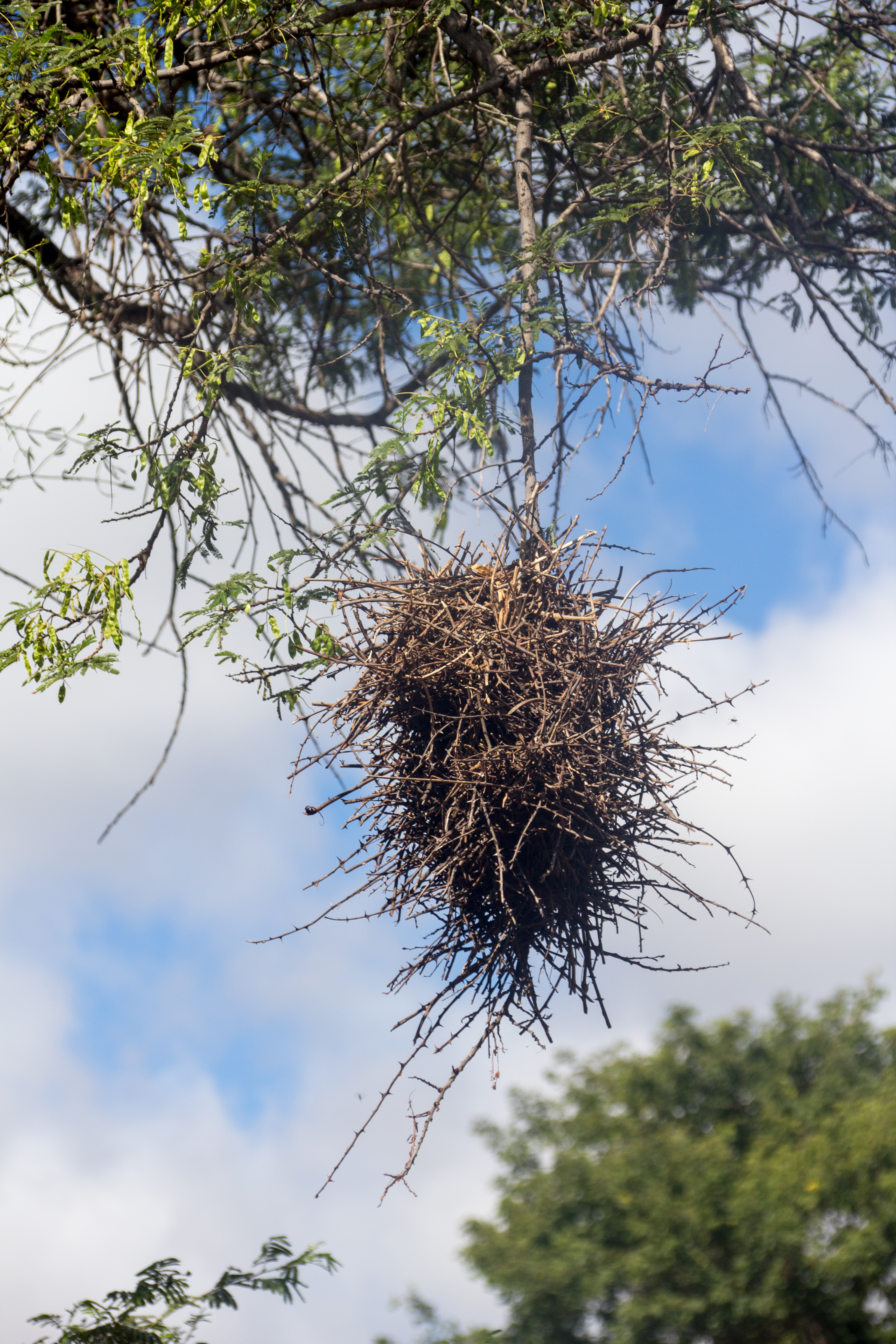
Гніздо рудолобого м'якохвоста

Довжина птаха становить 16-17 см, вага 18-31 г. Виду не притаманний статевий диморфізм. Верхня частина тіла коричнева, лоб темно-рудий, над очима світло-коричневі "брови". Нижня частина тіла білувата, боки коричнюваті. Плечі, махові пера і покривні пера хвоста рудуваті. Забарвлення очей варіюється від коричневого до сірого і білуватого. Дзьоб зверху чорний або темно-сірий, знизу сірий або сизуватий. Лапи сірі.

## Підвиди
Виділяють чотири підвиди:
- P. r. peruvianus Hellmayr, 1925 — південь Еквадору (Самора-Чинчипе) і північ Перу (долина річки Мараньйон в Амазонасі, Кахамарці і Сан-Мартіні);
- P. r. specularis Hellmayr, 1925 — північно-східна Бразилія (Пернамбуку);
- P. r. rufifrons (Wied-Neuwied, 1821) — східна Бразилія (південь Мараньяну, південь Піауї, Баїя, північ Мінас-Жерайсу);
- P. r. sincipitalis Cabanis, 1883 — східна Болівія (Бені, Санта-Крус, Тариха), південна Бразилія (південь Мату-Гросу), північ центрального Парагваю і північний захід Аргентини (Жужуй, Сальта, Тукуман).

Венесуельський м'якохвост раніше вважався конспецифічним з рудолобим м'якохвостом, однак був визнаний окремим видом.

## Поширення і екологія
Рудолобі м'якохвости мешкають в Еквадорі, Перу, Болівії, Бразилії, Аргентині і Парагваї. Вони живуть в саванах,  рідколіссях і чагарникових заростях. Зустрічаються парами або зграйками від 3 до 10 птахів, на висоті до 1300 м над рівнем моря. Іноді приєднуються до змішаних зграй птахів. Живляться безхребетними, яких шукають серед опалого листя або в чагарниках.
Рудолобі м'якохвости є територіальними, моногамними птахами. Вони будують великі, циліндричної форми гнізда, довжиною 0,5-2,5 м і шириною 25-100 см, які розміщуються на деревах, на висоті від 2 до 23 м над землею. При побудові вони використовують великі, іноді колючі гілки, довжина яких може сягати 52 см. Гнізда складаються з багатьох камер (до 8-9), які мають окремі трубкоподібні входи довжиною 10-15 см. Гніздові камери встелюються корою, листям, шерстю, пір'ям або зміїною шкірою. Гнізда вискористовються протягом кількох років, нові гнізда будуються поряд зі старими. В кладці 3-4 яйця. Інкубаційний період триває 16-17 днів, пташенята покидають гніздо через 21-22 дні після вилуплення. За ними доглядають і самиці, і самці. Спостерігалися випадки колективного догляду за пташенятами.
Покинуті гнізда рудолобих м'якохвостів можуть використовуваати інши види птахів, а також дрібні ссавці, рептилії і комахи.